# Yurica (歌手)
yurica（ユリカ）は、歌手、作詞家、作曲家である。
ロックバンド・LAST MAY JAGUARのヴォーカル。所属レコード会社はJVCケンウッド・ビクターエンタテインメント。愛称は「ユリーカ」。

## 人物
- 高校時代は軽音楽部でボーカルを務め、大学時代は他校のメタルサークルに所属していた。
- 父親がクラシック好き、母親がハードロック好きで、モーツァルトとディープ・パープルが胎教であった。
- 趣味は漫画を読むこと。
- 約4000冊の漫画を所有する。
- 猫好き。

## 来歴
- 高校時代に高校生バンド大会「YOKOHAMA HIGH SCHOOL MUSIC FESTIVAL」の決勝進出。横浜アリーナでのライブ経験がある。
- 2013年 - 様々なミュージシャンとセッションライブを行う中で、のちのLAST MAY JAGUARのメンバーと出会う。
- 2014年 - 5月30日にLAST MAY JAGUARを結成、同年12月10日にJVCケンウッド・ビクターエンタテインメントよりメジャーデビュー。

- 2017年 - 東京ヴェルディの公式応援バンドAlegrA2017年度ヴォーカルに就任。ホーム戦ほぼ全戦で、ホームスタジアムである味の素スタジアムでライブを行った。AlegriAのバックバンドはSEX MACHINEGUNS。
- 2018年 - 渋谷クロスFMの音楽番組「エモスト！」ラジオパーソナリティーに就任。
- 2019年 - 東京ヴェルディの公式応援バンドAlegrA2019年度ヴォーカルに再度就任。

## 作品
- 2010年：D1グランプリ 2010 Official Support Songs「Smiley」（WelcOutLabel)-歌唱/作詞。
- 2010年：上海国際博覧会日本産業館公式キッズテーマ曲「ここから」（JPmusic（日本郵政））)-歌唱/作詞。
- 2011年：D1グランプリ 2011 Official Support Songs「Say to myself」（WelcOutLabel）-歌唱/作詞。
- 2012年：HUNTER×HUNTER キャラクター・ソング集1「TELL ME」（バップ（Vap Inc.）)-作詞。

## 出演

### ラジオ
- 「エモスト！」(渋谷クロスFM、2018年9月-2019年8月）レギュラー

### CM
- スミノフ SMIRNOFF ICE® 「HALLOWEEN NIGHT篇」WEB CM（2015年）